# Charles L. Cooney
Charles L. Cooney és professor d'Enginyeria Química i Bioquímica en el Massachusetts Institute of Technology (MIT) i, des de 2002, Faculty Director del Deshpande Center for Techonological Innovation del MIT, fundació que administra una donació de 20 milions de dòlars per fomentar l'emprenedoria dins la recerca que es desenvolupa en el MIT. La seva incorporació com a professor al MIT va ser l'any 1970 i l'any 1982 va obtenir la categoria de Full Professor. Entre 1995 i 2001 va ser cap del departament d'Enginyeria Química. És un dels directors de les companyies Genzyme, Cuno i BioCon India. Entre les distincions de què ha estat mereixedor figura la Gold Medal of the Institute of Biotechnological Studies a Londres, la Food Pharmaceutical and Bioengineering Award de l'American Institute of Chemical Engineers i el James Van Lanen Distinguished Award de l'American Chemical Society’s Division of Microbial and Biochemical Technology, entre d'altres. Té més de 30 patents, ha publicat més de 300 articles i és coautor de diversos llibres. El seu camp d'ensenyament és l'Enginyeria Bioquímica. Des del seu càrrec com a Faculty Director del Deshpande Center del MIT, ha estat el responsable de la creació de centres com el MIT a Singapur i actualment a Rússia, amb una inversió que ronda els 1.500 milions de dòlars.